# Vuk Branković
Vuk Branković (serb. Вук Бранковић) – przedstawiciel wielkiego serbskiego rodu możnowładczego, władca Kosowego Pola, zięć króla Łazarza Hrebeljanovicia (żona Mara).
Walczył w bitwie na Kosowym Polu na czele rycerstwa ze swej dzielnicy, dowodząc prawym skrzydłem armii serbskiej. Po nierozstrzygniętej bitwie wycofał się bez większych strat ze swoimi wojskami. W 1392, widząc dalszy pochód Turków na ziemie bałkańskie, przyjął zwierzchnictwo sułtana i wpuścił armię turecką do Skopje. Odmówił wzięcia udziału w walce z Turkami w 1402. Zmarł w 1411.
W tradycji ludowej i pieśniach poświęconych bitwie na Kosowym Polu został w niezgodny z prawdą sposób przedstawiony jako zdrajca Serbii, który przeszedł w czasie walki na stronę turecką. Legenda o zdrajcy Brankoviciu, skontrastowanym ze „świętym księciem” Lazarem pojawia się po raz pierwszy na piśmie w opracowaniu M. Orbiniego Il Regno degli Slavi z 1601. Zdaniem Doroty Gil negatywny wizerunek Vuka Brankovicia został wykreowany przez rywalizujący z rodem Brankoviciów ród Lazareviciów, zaś w ludowej pamięci zlał się z postaciami autentycznych zdrajców: Vlatka Vukovicia oraz Vuka Lazarevicia. Do utrwalenia archetypu „Brankovicia zdrajcy” w późniejszej historii przyczynili się Piotr II Petrowić-Niegosz, który w swoim najsłynniejszym utworze literackim Górski wieniec powtórzył ludowy wizerunek Vuka Brankovicia, zaś w XX wieku biskup Mikołaj (Velimirović) w swoim cyklu kazań poświęconych bitwie na Kosowym Polu.